# Katarina Howard
Katarina Howard (rođena između 1520. i 1525. –  London Tower, 13. veljače 1542.) kraljica supruga engleskog kralja Henrika VIII.

## Podrijetlo
Katarina je bila deseto dijete Lorda Edmunda Howarda, siromašnog sina vojvode od Norfolka i Joyce Culpepper. Bila je sestrična Ane Boleyn, druge supruge kralja Henrika VIII.
Katarinina obitelj je bila plemićkog podrijetla, ali joj je otac kao najmlađi sin u obitelji bio lišen nasljedstva, pa je cijeli život proveo u novčanim dugovima pa je stoga ovisio o svojim bogatijim rođacima. Njegova nećakinja Ana Boleyn pribavila mu je državnu službu u Calaisu 1531. godine, pa je Katarina bila poslana da živi s maćehom svog oca, udovicom vojvode od Norfolka u palači Lambeth pored Londona. U palači je Katarina bila okružena s puno slične djece siromašnih vojvotkinjinih rođaka, a kako vojvotkinja nije previše marila za njihovo obrazovanje, Katarina nije stekla neko naročito obrazovanje, osim što je naučila čitati i pisati, ali je usprkos svemu bila vesela i živahna mlada djevojka.

## Odrastanje
Atmosfera u vojvotkinjinoj palači bila je, za one prilike, prilično razuzdana pa je Katarina već kao adolescentkinja imala intimnu vezu s učiteljem glazbe Henryjem Mannoxom iako su to oni oboje kasnije opovrgavali. Veza s učiteljem glazbe trajala je dok Katarina nije upoznala mladog tajnika Francisa Derehama s kojim je Katarina bila zatečena od strane vojvotkinjinih sobarica. Veza s tajnikom trajala je do Katarininog odlaska na dvor kralja Henrika VIII.

## Dvorska dama
Naime, Katarinin ujak uspio ju je 1539. postaviti na kraljevski dvor kao dvorsku damu koja je onako mlada i vesela vrlo brzo bila zamijećena od strane Henrika VIII. koji je bio nezadovoljan svojom tadašnjom suprugom Anom Klevskom, pa joj je počeo uočljivo poklanjati pažnju nabavljajući joj skupu odjeću i poklone.

## Engleska kraljica
Poništenjem braka s Anom Klevskom stvorili su se uvjeti da se Henrik VIII. oženi Katarinom u koju se zaljubio što je i učinio 28. srpnja 1540. Henrikovim je izaslancima rečeno da je kralja Katarini privuklo:
"njezino dostojanstveno držanje, čistoća i djevojačko ponašanje... i da je Njegova Visost napokon odlučila počastiti tu damu brakom razmišljajući o tome kako je pod stare dane - nakon svih onih tmurnih misli koje su mu se zbog brakova u glavi rojile - našao takav savršen dragulj ženstvenosti i osobu koja ga tako savršeno voli da bi se mogao ne samo smiriti nego i zadobiti željene plodove braka."
Katarina ga nije voljela niti smatrala privlačnim jer je bio puno stariji od nje. Već početkom 1541. godine Katarina je upala u intimnu vezu s omiljenim Henrikovim dvorjaninom Thomasom Culpepperom a Francisa Derehama je na dvor dovela za osobnog tajnika. Glasine o njenom ranijem razuzdanom životu i o tajnoj vezi s Culpepperom su se dvorom brzo širile i došle su do nadbiskupa Thomasa Cranmera koji je tijekom studenog 1541. pismom obavijestio Henrika o Katarininim postupcima i nevjeri.

## Pogubljenje
Ubrzo su Thomas Culpepper i Francis Dereham uhićeni i podvrgnuti torturi. 12. studenog 1541. uhićena je i Katarina, lišena titule kraljice i zatočena. Thomas Culpepper i Francis Dereham ubrzo su pogubljeni i raščetvoreni, a glave su im postavili na vrh Londonskog mosta.

Katarina je optužena za izdaju i osuđena na smrt odrubljivanjem glave. Dana 13. veljače 1542. Katarina je pogubljena, a navodno su joj zadnje riječi bile: 
"Umirem kao kraljica, a radije bih umrla kao Culpepperova žena."